# Волховський Іван Степанович

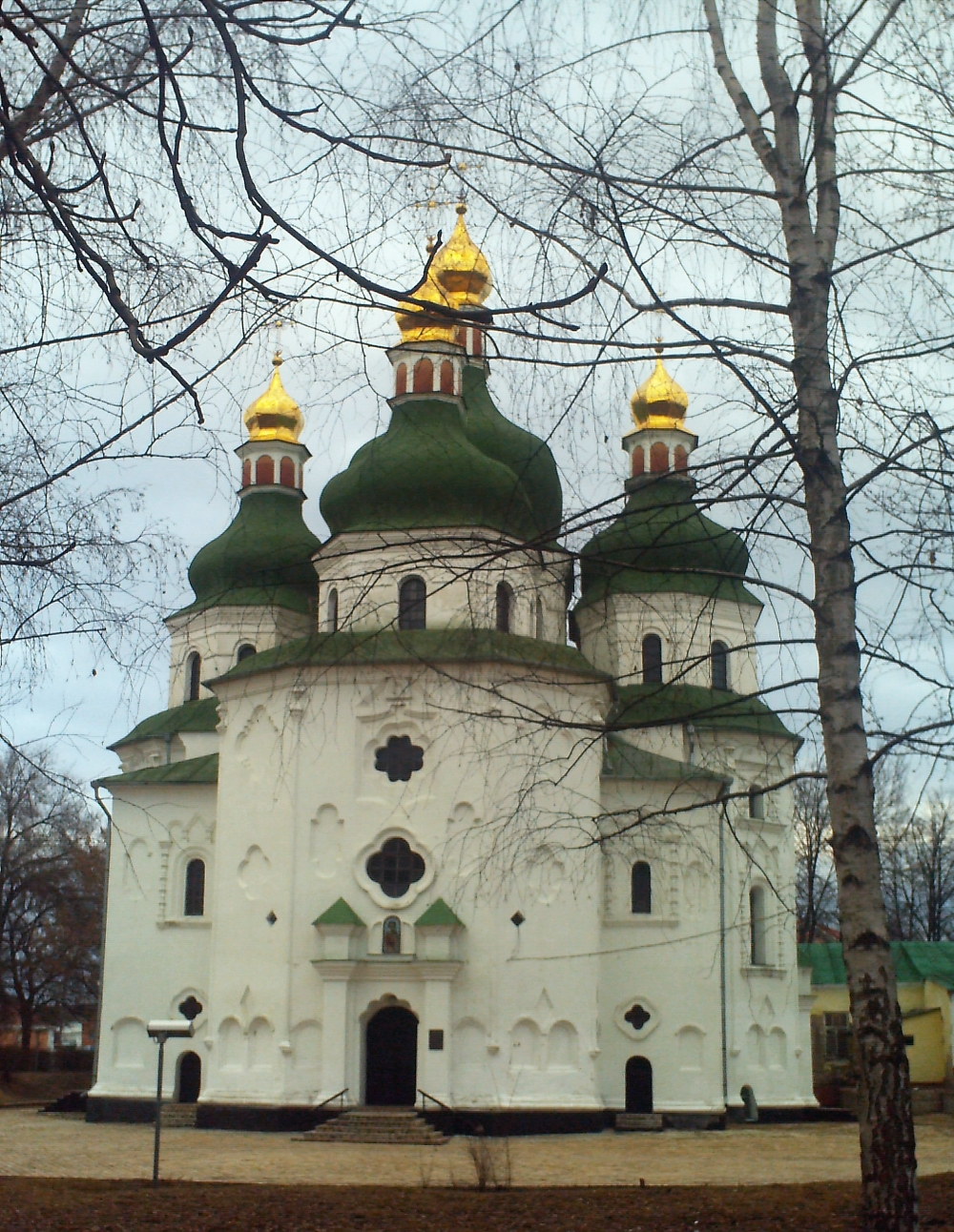
Миколаївський храм

Волховський Іван Степанович (*1737, Ніжин — †після 1762) — настоятель Ніжинського Миколаївського собору, протопоп. Походив з дрібношляхетського роду Волковичів. Вихованець Києво-Могилянської академії.

## Біографія
Вчився у Києво-Могилянськії академії до класу філософії (1761). 
1761 висвячений на диякона і направлений на служіння до Ніжинського Миколаївського собору. Від травня 1762 — настоятель того ж храму замість покійного батька. Водночас його, на власне прохання, призначено ніжинським протопопом, тобто головним священиком Ніжинської протопопи. Для молодого 25-річного «академіка» це була висока посада, бо за церковними канонами на протопопа призначали священиків не молодших за 30 років. 
Був одружений з дочкою борзенського протопопа Івана Дубянського (1761). Син Григор Волховський, капітан лейб-гвардії Ізмайловського полку (з 1788 у відставці), з 1795 проживав у Ніжині, служив засідателем земського суду, земським справником (начальник земської поліції), поштмейстером. З 1805 — надвірний радник. З онуків відомий Степан Григорович Волховський (1786), дійсний статський радник, 1830-1838 — чернігівський віце-губернатор, 1838 — голова Чернігівської казенної палати, кавалер орденів св. Станіслава, св. Володимира, св. Анни.